# Tsūjō Kōgeki ga Zentai Kōgeki de Ni-kai Kōgeki no Okāsan wa Suki Desu ka?
Tsūjō Kōgeki ga Zentai Kōgeki de Ni-kai Kōgeki no Okāsan wa Suki Desu ka?  (通常攻撃が全体攻撃で二回攻撃のお母さんは好きですか? lit. ¿Amas a tu madre y sus ataques de dos golpes y de múltiples objetivos??), también conocida como Okā-san Online  (お母さんオンライン Okā-san Onrain?), es una serie de novelas ligeras escrita por Dachima Inaka e ilustrada por Pochi Iida. Se serializó en Fujimi Fantasia Bunko, de la editorial japonesa Fujimi Shobō, entre el 20 de enero de 2017 y el 17 de abril de 2020, con un total de once volúmenes publicados. La serie está licenciada en Estados Unidos por Yen Press. Meicha lanzó una adaptación a manga en 2017, y una adaptación a anime producida por J.C.Staff se emitió del 13 de julio al 28 de septiembre de 2019, con un OVA lanzado el 25 de marzo de 2020.

## Sinopsis
Masato Oosuki es un adolescente que suele ponerse molesto por la sobreprotección de su madre Mamako, hasta que ambos son enviados a un juego de fantasía. Masato hace todo lo posible para mostrar su destreza dentro del juego, nervioso por el hecho de que su madre posea estadísticas mucho más altas, por lo que puede derrotar fácilmente a todos los oponentes con sus espadas gemelas, dejando poco espacio para que él actúe. En su camino, se hacen amigos de tres chicas que se unen a su equipo. A medida que realizan misiones dentro del juego, más tarde descubren que fue originalmente diseñado para ayudar a fortalecer los lazos entre padres e hijos.

## Personajes
Mamako Oosuki (大好 真々子 Ōsuki Mamako?)
 Seiyū: Ai Kayano
Es excesivamente cariñosa con su hijo, Masato, al punto de sobreprotegerlo, lo que lo incomoda en demasía. Su personalidad dulce varía entre el maternalismo y un complejo de adolescente, potenciado por su esbelta figura, lo que lleva a veces a provocar a Masato. Al entrar en el juego, sus estadísticas son claramente superiores a las de su hijo, lo que benefició obtener dos espadas que son extremadamente poderosas, además de habilidades mágicas maternales. Ella trata a los otros miembros de su grupo como a sus propios hijos adoptivos.
Masato Oosuki (大好 真人 Ōsuki Masato?)
 Seiyū: Haruki Ishiya
Es un adolescente que estaba entusiasmado con la idea de trasladarse al mundo de los videojuegos, pero que frecuentemente se molesta por las constantes intervenciones y provocaciones de su madre. Sin embargo, en el transcurso de la serie, lentamente crece para apreciar todo lo que su madre hace por él. Es experto en ataques antiaéreos, aunque interviene poco debido al abrumador poder de su madre.
Wise (ワイズ Waizu?)
 Seiyū: Sayumi Suzushiro
Es miembro del grupo de Masato además de ser maga. Es muy orgullosa y ocasionalmente rencorosa, pero en ocasiones muestra un lado amable, adoptando así una conducta tsundere, sobre todo con Masato, por quien siente atracción. Su propia madre aparece como un adversario poderoso y encantador que abandonó a Wise una vez descubrió que era mucho más fuerte que su hija. Con su reconciliación, Wise prefiere quedarse en el juego para acercarse a Masato.
Porta (ポータ Pōta?)
 Seiyū: Sayaka Harada
Una miembro del grupo de Masato además de ser artesana. Apoya a Masato y a su madre, y es experta en la recolección y el almacenamiento de artículos. Al considerarla pequeña y adorable, es constantemente consentida por Mamako.
Medhi (メディ Medi?)
 Seiyū: Lynn (actriz de voz)
Una compañera de clase de Masato en la escuela del juego. Es amable con Masato y se muestra como una maga muy poderosa por derecho propio. Su madre es muy estricta e interfiere en cada oportunidad disponible para asegurar que Medhi tenga éxito en cada tarea. Si uno de sus planes fracasa, Medhi murmura sarcásticamente con comentarios despectivos en voz baja sobre cuánto desprecia a su madre. Tras hacer las pases con su madre, Medhi también prefiere quedarse en el juego, compitiendo con Wise por la atención de Masato, pero de un modo más asertivo.
Masumi Shirase (白瀬 真澄 Shirase Masumi?)
 Seiyū: Satomi Arai
Es la promotora del videojuego en el que participan Masato y el resto. Aparece con frecuencia en el transcurso de la serie dentro del juego como diferentes personajes autorizados, todos relacionados con su nombre. Habla con naturalidad e informa al grupo de Masato de su próximo destino. Un gag recurrente es encontrarla muerta dentro de un ataúd antes de cada misión.
Kazuno (カズノ Kazuno?)
 Seiyū: Ryoka Yuzuki
Es la madre de Wise y el primer jefe que encontraron el grupo de Mamako y Masato. Ve a su hija como una carga y la rechaza. Kazuno también era muy popular entre los hombres cuando era más joven, y ve el juego principalmente como una forma de conectarse con hombres más jóvenes. Usa magia para mantener su aspecto joven y hacer que los hombres que la rodean sean guapos. También es conocida como la Emperatriz de la Noche. Es derrotada por el poder mágico maternal de Mamako y después hace las paces con su hija.
Medhimama (メディママ Medimama?)
 Seiyū: Mai Nakahara
Es la madre de Medhi a la cual constantemente quiere hacer resaltar, exigiéndola y perjudicando a sus eventuales competidores por los medios que sean necesarios, lo que causa a veces la molestia de su hija. Compite con Mamako para ver qué estilo de crianza es el mejor, siendo derrotada.

## Contenido

### Novela ligera
Dachima Inaka lanzó la serie de novelas ligeras, con ilustraciones de Pochi Iida, bajo la imprenta Fujimi Fantasia Bunko de la editorial Fujimi Shobō entre el 20 de enero de 2017 y el 17 de abril de 2020, con un total de once volúmenes publicados. Ai Kayano interpretó a la protagonista en una serie de promociones para las novelas ligeras. Como parte de una campaña promocional de la serie, Animate anunció que regalarían un folleto de cuento corto de 16 páginas a cualquiera que llevara a su madre a comprar uno de los cuatro ganadores de los 29º Premios Fantasía. Durante su panel en Sakura-Con el 31 de marzo de 2018, el editor norteamericano Yen Press anunció que habían licenciado la serie.
| Volúmenes de novela ligera publicados | Volúmenes de novela ligera publicados | Volúmenes de novela ligera publicados |
| Número                                | Fecha de publicación                  | ISBN                                  |
| ------------------------------------- | ------------------------------------- | ------------------------------------- |
| 1                                     | 20 de enero de 2017                   | ISBN 978-4-04-072203-0                |
| 2                                     | 20 de abril de 2017                   | ISBN 978-4-04-072204-7                |
| 3                                     | 19 de agosto de 2017                  | ISBN 978-4-04-072426-3                |
| 4                                     | 20 de enero de 2018                   | ISBN 978-4-04-072427-0                |
| 5                                     | 20 de abril de 2018                   | ISBN 978-4-04-072701-1                |
| 6                                     | 18 de agosto de 2018                  | ISBN 978-4-04-072702-8                |
| 7                                     | 20 de diciembre de 2018               | ISBN 978-4-04-072703-5                |
| 8                                     | 20 de abril de 2019                   | ISBN 978-4-04-073147-6                |
| 9                                     | 20 de septiembre de 2019              | ISBN 978-4-04-073148-3                |
| 10                                    | 20 de diciembre de 2019               | ISBN 978-4-04-073149-0                |
| 11                                    | 17 de abril de 2020                   | ISBN 978-4-04-073626-6                |

### Manga
Meicha lanzó una adaptación de manga en la revista de manga digital "Young Ace Up" de Kadokawa Shōten, comenzando con un capítulo inicial el 26 de septiembre de 2017. La serie también se serializa en la plataforma Comic Walker de Kadokawa. Cinco volúmenes tankōbon de esta serie son los que se han sido lanzados hasta el momento.
| Volúmenes de manga publicados | Volúmenes de manga publicados | Volúmenes de manga publicados |
| Número                        | Fecha de publicación          | ISBN                          |
| ----------------------------- | ----------------------------- | ----------------------------- |
| 1                             | 25 de agosto de 2018          | ISBN 978-4-04-072203-0        |
| 2                             | 25 de abril de 2019           | ISBN 978-4-04-107912-6        |
| 3                             | 4 de octubre de 2019          | ISBN 978-4-04-108593-6        |
| 4                             | 3 de julio de 2020            | ISBN 978-4-04-109742-7        |
| 5                             | 4 de febrero de 2021          | ISBN 978-4-04-109743-4        |

### Anime
Se anunció una adaptación de la serie de televisión de anime en el evento "Fantasia Bunko Dai Kanshasai 2018" el 21 de octubre de 2018. La serie fue dirigida por Yoshiaki Iwasaki y escrita por Deko Akao, con animación del estudio J.C.Staff. Yohei Yaegashi proporcionó los diseños de los personajes de la serie. Keiji Inai compuso la música. La serie se transmitió del 13 de julio al 28 de septiembre de 2019 en Tokyo MX y otros canales. Spira Spica realizó el tema de apertura de la serie Iya yo Iya yo Mosuki no Uchi (イヤヨイヤヨモスキノウチ！?), mientras que Ai Kayano interpretó el tema final de la serie Tsūjō Kōgeki ga Zentai Kōgeki de Ni-kai Kōgeki Mama (通常攻撃が全体攻撃で二回攻撃ママ?). Un episodio de OVA se incluye con el sexto volumen de Blu-ray de la serie, que se lanzó el 25 de marzo de 2020. Aniplex of America ha licenciado la serie.

## Recepción
Antes de su debut impreso, la serie ganó el "29º Premio Anual Fantasia", un premio otorgado a las novelas publicadas bajo la etiqueta "Fujimi Fantasia Bunko". Dentro de los primeros nueve días del lanzamiento, el primer volumen había vendido más de 12 889 copias. A partir de mayo de 2017, los dos primeros tomos habían vendido un total combinado de cien mil copias.